# Пйотр Зелінський
Пйотр Себастьян Зелінський (пол. Piotr Sebastian Zieliński; нар. 20 травня 1994, Зомбковиці-Шльонські, Нижньосілезьке воєводство) — польський футболіст, півзахисник збірної Польщі та італійського «Інтернаціонале».

## Клубна кар'єра
Пйотр Зелінський почав свою кар'єру в рідному місті Зомбковицях-Шльонських: у 2005 році почав грати у футбол у команді «Оржел» (Orzeł; у перекладі з польської — «Орел»).
2007 року молодого таланта помітили скаути «Заглембє» і забрали до себе. 2010 року Пйотра включили до заявки команди, проте протягом усього сезону він виступав виключно в молодіжній команді.
2011 року перейшов в італійське «Удінезе», де перший сезон грав у Прімавері. За основну команду дебютував у матчі Серії А проти Кальярі 2 грудня 2012 року у віці 18 років, вийшовши на заміну на 91-й хвилині замість Антоніо Ді Натале. З того часу його поступово підпускали до матчів основної команди.
Проте 2014 року на умовах оренди перейшов до «Емполі», де провів два роки. Влітку 2016 року перейшов до «Наполі».
Ще взимку 2024 узгодив умови переходу до міланського «Інтернаціонале».

## Виступи за збірні
Протягом 2009—2012 років виступав за юнацькі збірні усіх вікових категорій.
4 червня 2013 року у Варшаві дебютував за національну збірну у віці 19 років в товариській грі проти збірної Ліхтенштейну, змінивши в перерві Каміля Гросицького. Польща виграла у Ліхтенштейну 2:0.
14 серпня 2013 року забив свій перший гол за збірну у грі проти Данії на PGE Arena у Гданську: поляки виграли з рахунком 3:2. Він зіграв свій перший офіційний матч 6 вересня 2013 року в нічию 1:1 з Чорногорією у Варшаві.
10 вересня 2013 року Пйотр забив свій перший дубль у матчі кваліфікації до чемпіонату світу проти збірної Сан-Марино, Польща виграла 5-1.

## Статистика

### Статистика клубних виступів
Станом на 13 листопада 2022 року
| Сезон               | Команда             | Чемпіонат           | Чемпіонат | Чемпіонат | Національний кубок | Національний кубок | Національний кубок | Континентальні кубки | Континентальні кубки | Континентальні кубки | Інші змагання | Інші змагання | Інші змагання | Усього за | Усього за |
| Сезон               | Команда             | Ліга                | Ігор      | Голів     | Ліга               | Ігор               | Голів              | Ліга                 | Ігор                 | Голів                | Ліга          | Ігор          | Голів         | Ігор      | Голів     |
| ------------------- | ------------------- | ------------------- | --------- | --------- | ------------------ | ------------------ | ------------------ | -------------------- | -------------------- | -------------------- | ------------- | ------------- | ------------- | --------- | --------- |
| 2012–13             | «Удінезе»           | A                   | 9         | 0         | КІ                 | 0                  | 0                  | ЛЧ+ЛЄ                | 0+0                  | 0                    | -             | -             | -             | 9         | 0         |
| 2013–14             | «Удінезе»           | A                   | 10        | 0         | КІ                 | 0                  | 0                  | ЛЄ                   | 1                    | 0                    | -             | -             | -             | 11        | 0         |
| Усього за «Удінезе» | Усього за «Удінезе» | Усього за «Удінезе» | 19        | 0         |                    | 0                  | 0                  |                      | 1                    | 0                    |               | -             | -             | 20        | 0         |
| 2014–15             | «Емполі»            | A                   | 28        | 0         | КІ                 | 2                  | 0                  | -                    | -                    | -                    | -             | -             | -             | 30        | 0         |
| 2015–16             | «Емполі»            | A                   | 35        | 5         | КІ                 | 1                  | 0                  | -                    | -                    | -                    | -             | -             | -             | 36        | 5         |
| Усього за «Емполі»  | Усього за «Емполі»  | Усього за «Емполі»  | 63        | 5         |                    | 3                  | 0                  |                      | -                    | -                    |               | -             | -             | 66        | 5         |
| 2016–17             | «Наполі»            | A                   | 36        | 5         | КІ                 | 4                  | 1                  | ЛЧ                   | 7                    | 0                    | -             | -             | -             | 47        | 6         |
| 2017–18             | «Наполі»            | A                   | 36        | 4         | КІ                 | 2                  | 0                  | ЛЧ+ЛЄ                | 7+2                  | 2+1                  | -             | -             | -             | 47        | 7         |
| 2018–19             | «Наполі»            | A                   | 36        | 6         | КІ                 | 1                  | 0                  | ЛЧ+ЛЄ                | 6+6                  | 0+1                  | -             | -             | -             | 49        | 7         |
| 2019–20             | «Наполі»            | A                   | 37        | 2         | КІ                 | 5                  | 0                  | ЛЧ                   | 7                    | 0                    | -             | -             | -             | 49        | 2         |
| 2020–21             | «Наполі»            | A                   | 36        | 8         | КІ                 | 4                  | 0                  | ЛЄ                   | 6                    | 2                    | СКІ           | 1             | 0             | 47        | 10        |
| 2021–22             | «Наполі»            | A                   | 35        | 6         | КІ                 | 0                  | 0                  | ЛЄ                   | 7                    | 2                    | -             | -             | -             | 42        | 8         |
| 2022–23             | «Наполі»            | A                   | 15        | 3         | КІ                 | 0                  | 0                  | ЛЧ                   | 6                    | 3                    | -             | -             | -             | 21        | 6         |
| Усього за «Наполі»  | Усього за «Наполі»  | Усього за «Наполі»  | 231       | 34        |                    | 16                 | 1                  |                      | 54                   | 11                   |               | 1             | 0             | 302       | 46        |
| Усього за кар'єру   | Усього за кар'єру   | Усього за кар'єру   | 313       | 39        |                    | 19                 | 1                  |                      | 55                   | 11                   |               | 1             | 0             | 388       | 51        |

### Статистика виступів за збірну
| Дата       | Місто             | Господарі            | Результат | Гості              | Турнір                                    | Голи | Примітки  |
| ---------- | ----------------- | -------------------- | --------- | ------------------ | ----------------------------------------- | ---- | --------- |
| 4-6-2013   | Краків            | Польща               | 2 – 0     | Ліхтенштейн        | товариський матч                          | -    | 46'       |
| 7-6-2013   | Кишинів           | Молдова              | 1 – 1     | Польща             | Відбір до ЧС 2014                         | -    | 61'       |
| 14-8-2013  | Гданськ           | Польща               | 3 – 2     | Данія              | товариський матч                          | 1    | 46'       |
| 6-9-2013   | Варшава           | Польща               | 1 – 1     | Чорногорія         | Відбір до ЧС 2014                         | -    | 75'       |
| 10-9-2013  | Серравалле        | Сан-Марино           | 1 – 5     | Польща             | Відбір до ЧС 2014                         | 2    |           |
| 11-10-2013 | Харків            | Україна              | 1 – 0     | Польща             | Відбір до ЧС 2014                         | -    | 76'       |
| 15-10-2013 | Лондон            | Англія               | 2 – 0     | Польща             | Відбір до ЧС 2014                         | -    | 75'       |
| 18-11-2014 | Вроцлав           | Польща               | 2 – 2     | Швейцарія          | товариський матч                          | -    | 46'       |
| 16-6-2015  | Гданськ           | Польща               | 0 – 0     | Греція             | товариський матч                          | -    | 60'       |
| 7-9-2015   | Варшава           | Польща               | 8 – 1     | Гібралтар          | Відбір до ЧЄ 2016                         | -    | 66'       |
| 13-11-2015 | Варшава           | Польща               | 4 – 2     | Ісландія           | товариський матч                          | -    | 57' - 65' |
| 23-3-2016  | Познань           | Польща               | 1 – 0     | Сербія             | товариський матч                          | -    | 83'       |
| 26-3-2016  | Вроцлав           | Польща               | 5 – 0     | Фінляндія          | товариський матч                          | -    | 67'       |
| 1-6-2016   | Гданськ           | Польща               | 1 – 2     | Нідерланди         | товариський матч                          | -    |           |
| 6-6-2016   | Краків            | Польща               | 0 – 0     | Литва              | товариський матч                          | -    | 85'       |
| 21-6-2016  | Марсель           | Україна              | 0 – 1     | Польща             | ЧЄ 2016 - груповий етап                   | -    | 46'       |
| 4-9-2016   | Астана            | Казахстан            | 2 – 2     | Польща             | Відбір до ЧС 2018                         | -    | 28'       |
| 8-10-2016  | Варшава           | Польща               | 3 – 2     | Данія              | Відбір до ЧС 2018                         | -    |           |
| 11-10-2016 | Варшава           | Польща               | 2 – 1     | Вірменія           | Відбір до ЧС 2018                         | -    |           |
| 11-11-2016 | Бухарест          | Румунія              | 0 – 3     | Польща             | Відбір до ЧС 2018                         | -    | 80'       |
| 14-11-2016 | Вроцлав           | Польща               | 1 – 1     | Словенія           | товариський матч                          | -    | 61'       |
| 26-3-2017  | Подгориця         | Чорногорія           | 1 – 2     | Польща             | Відбір до ЧС 2018                         | -    |           |
| 10-6-2017  | Варшава           | Польща               | 3 – 1     | Румунія            | Відбір до ЧС 2018                         | -    | 81'       |
| 1-9-2017   | Копенгаген        | Данія                | 4 – 0     | Польща             | Відбір до ЧС 2018                         | -    |           |
| 4-9-2017   | Варшава           | Польща               | 3 – 0     | Казахстан          | Відбір до ЧС 2018                         | -    |           |
| 5-10-2017  | Єреван            | Вірменія             | 1 – 6     | Польща             | Відбір до ЧС 2018                         | -    |           |
| 8-10-2017  | Варшава           | Польща               | 4 – 2     | Чорногорія         | Відбір до ЧС 2018                         | -    |           |
| 10-11-2017 | Варшава           | Польща               | 0 – 0     | Уругвай            | товариський матч                          | -    | 70'       |
| 13-11-2017 | Гданськ           | Польща               | 0 – 1     | Мексика            | товариський матч                          | -    |           |
| 23-3-2018  | Вроцлав           | Польща               | 0 – 1     | Нігерія            | товариський матч                          | -    |           |
| 27-3-2018  | Варшава           | Польща               | 3 – 2     | Південна Корея     | товариський матч                          | 1    |           |
| 8-6-2018   | Познань           | Польща               | 2 – 2     | Чилі               | товариський матч                          | 1    |           |
| 12-6-2018  | Варшава           | Польща               | 4 – 0     | Литва              | товариський матч                          | -    | 77'       |
| 19-6-2018  | Москва            | Польща               | 1 – 2     | Сенегал            | ЧС 2018 - груповий етап                   | -    |           |
| 24-6-2018  | Казань            | Польща               | 0 – 3     | Колумбія           | ЧС 2018 - груповий етап                   | -    |           |
| 28-6-2018  | Волгоград         | Японія               | 0 – 1     | Польща             | ЧС 2018 - груповий етап                   | -    | 80'       |
| 7-9-2018   | Болонья           | Італія               | 1 – 1     | Польща             | Ліга націй УЄФА 2018—2019 - груповий етап | 1    | 62'       |
| 11-10-2018 | Хожув             | Польща               | 2 – 3     | Португалія         | Ліга націй УЄФА 2018—2019 - груповий етап | -    |           |
| 14-10-2018 | Хожув             | Польща               | 0 – 1     | Італія             | Ліга націй УЄФА 2018—2019 - груповий етап | -    |           |
| 15-11-2018 | Гданськ           | Польща               | 0 – 1     | Чехія              | товариський матч                          | -    | 69'       |
| 20-11-2018 | Гімарайнш         | Португалія           | 1 – 1     | Польща             | Ліга націй УЄФА 2018—2019 - груповий етап | -    | 90+5'     |
| 21-3-2019  | Відень            | Австрія              | 0 – 1     | Польща             | Відбір до ЧЄ 2020                         | -    | 59'       |
| 24-3-2019  | Варшава           | Польща               | 2 – 0     | Латвія             | Відбір до ЧЄ 2020                         | -    |           |
| 7-6-2019   | Скоп'є            | Північна Македонія   | 0 – 1     | Польща             | Відбір до ЧЄ 2020                         | -    |           |
| 10-6-2019  | Варшава           | Польща               | 4 – 0     | Ізраїль            | Відбір до ЧЄ 2020                         | -    |           |
| 6-9-2019   | Любляна           | Словенія             | 2 – 0     | Польща             | Відбір до ЧЄ 2020                         | -    |           |
| 9-9-2019   | Варшава           | Польща               | 0 – 0     | Австрія            | Відбір до ЧЄ 2020                         | -    |           |
| 10-10-2019 | Рига              | Латвія               | 0 – 3     | Польща             | Відбір до ЧЄ 2020                         | -    |           |
| 13-10-2019 | Варшава           | Польща               | 2 – 0     | Північна Македонія | Відбір до ЧЄ 2020                         | -    | 90+2'     |
| 16-11-2019 | Єрусалим          | Ізраїль              | 1 – 2     | Польща             | Відбір до ЧЄ 2020                         | -    |           |
| 19-11-2019 | Варшава           | Польща               | 3 – 2     | Словенія           | Відбір до ЧЄ 2020                         | -    |           |
| 4-9-2020   | Амстердам         | Нідерланди           | 1 – 0     | Польща             | Ліга націй УЄФА 2020—2021 - груповий етап | -    | 77'       |
| 7-9-2020   | Зениця            | Боснія і Герцеговина | 1 – 2     | Польща             | Ліга націй УЄФА 2020—2021 - груповий етап | -    | 85'       |
| 11-11-2020 | Хожув             | Польща               | 2 – 0     | Україна            | товариський матч                          | -    | 46'       |
| 15-11-2020 | Реджо-нель-Емілія | Італія               | 2 – 0     | Польща             | Ліга націй УЄФА 2020—2021 - груповий етап | -    | 46'       |
| 18-11-2020 | Хожув             | Польща               | 1 – 2     | Нідерланди         | Ліга націй УЄФА 2020—2021 - груповий етап | -    | 76'       |
| 25-3-2021  | Будапешт          | Угорщина             | 3 – 3     | Польща             | Відбір до ЧС 2022                         | -    |           |
| 28-3-2021  | Варшава           | Польща               | 3 – 0     | Андорра            | Відбір до ЧС 2022                         | -    | 73'       |
| 31-3-2021  | Лондон            | Англія               | 2 – 1     | Польща             | Відбір до ЧС 2022                         | -    | 86'       |
| 8-6-2021   | Познань           | Польща               | 2 – 2     | Ісландія           | товариський матч                          | 1    | 58'       |
| 14-6-2021  | Санкт-Петербург   | Польща               | 1 – 2     | Словаччина         | ЧЄ 2020 - груповий етап                   | -    | 85'       |
| 19-6-2021  | Севілья           | Іспанія              | 1 – 1     | Польща             | ЧЄ 2020 - груповий етап                   | -    |           |
| 23-6-2021  | Санкт-Петербург   | Швеція               | 3 – 2     | Польща             | ЧЄ 2020 - груповий етап                   | -    |           |
| 12-10-2021 | Тирана            | Албанія              | 0 – 1     | Польща             | Відбір до ЧС 2022                         | -    |           |
| 12-11-2021 | Андорра-ла-Велья  | Андорра              | 1 – 4     | Польща             | Відбір до ЧС 2022                         | -    | 86'       |
| 15-11-2021 | Варшава           | Польща               | 1 – 2     | Угорщина           | Відбір до ЧС 2022                         | -    | 46'       |
| 24-3-2022  | Глазго            | Шотландія            | 1 – 1     | Польща             | товариський матч                          | -    | 71'       |
| 29-3-2022  | Хожув             | Польща               | 2 – 0     | Швеція             | Відбір до ЧС 2022                         | 1    | 89'       |
| 1-6-2022   | Вроцлав           | Польща               | 2 – 1     | Уельс              | Ліга націй УЄФА 2022—2023 - груповий етап | -    |           |
| 8-6-2022   | Брюссель          | Бельгія              | 6 – 1     | Польща             | Ліга націй УЄФА 2022—2023 - груповий етап | -    |           |
| 11-6-2022  | Роттердам         | Нідерланди           | 2 – 2     | Польща             | Ліга націй УЄФА 2022—2023 - груповий етап | 1    | 83'       |
| 14-6-2022  | Варшава           | Польща               | 0 – 1     | Бельгія            | Ліга націй УЄФА 2022—2023 - груповий етап | -    | 57'       |
| 22-9-2022  | Варшава           | Польща               | 0 – 2     | Нідерланди         | Ліга націй УЄФА 2022—2023 - груповий етап | -    | 86'       |
| 25-9-2022  | Кардіфф           | Уельс                | 0 – 1     | Польща             | Ліга націй УЄФА 2022—2023 - груповий етап | -    |           |
| Усього     |                   | Матчів               | 74        |                    | Голів                                     | 9    |           |

| Дата       | Місто     | Господарі            | Результат | Гості                | Турнір                             | Голи | Примітки |
| ---------- | --------- | -------------------- | --------- | -------------------- | ---------------------------------- | ---- | -------- |
| 14-11-2012 | Зениця    | Боснія і Герцеговина | 0 – 0     | Польща               | Товариський матч                   | -    | 46'      |
| 23-3-2013  | Седльці   | Польща               | 3 – 0     | Литва                | Товариський матч                   | -    |          |
| 26-3-2013  | Леґьоново | Польща               | 4 – 1     | Латвія               | Товариський матч                   | 1    | 80'      |
| 15-11-2013 | Та-Калі   | Мальта               | 1 – 5     | Польща               | Кваліфікація молодіжного Євро-2017 | -    | 24'      |
| 19-11-2013 | Краків    | Польща               | 3 – 1     | Греція               | Кваліфікація молодіжного Євро-2017 | -    | 39'      |
| 5-3-2014   | Краків    | Польща               | 5 – 0     | Литва                | Товариський матч                   | -    | 60'      |
| 4-6-2014   | Краків    | Польща               | 1 – 0     | Боснія і Герцеговина | Товариський матч                   | -    | 76'      |
| Усього     |           | Матчів               | 7         |                      | Голів                              | 1    |          |

## Титули і досягнення
- Чемпіон Італії (1):

«Наполі»: 2022-23
- Володар Кубка Італії (1):

«Наполі»: 2019-20